# Deuteronomos sinuosa
Deuteronomos sinuosa är en fjärilsart som beskrevs av Rudolf Beyer 1958. Deuteronomos sinuosa ingår i släktet Deuteronomos och familjen mätare. Inga underarter finns listade i Catalogue of Life.